# Antoine Izméry
Antoine Izméry, (assassiné en 1993), homme d'affaires, militant proche du parti Fanmi Lavalas et soutien du président Jean-Bertrand Aristide. 

## Biographie
Antoine Izméry, qui était d'origine palestinienne et de confession catholique, fut l'une des personnes les plus riches à Haïti. Il fut l'un des bailleurs de fonds les plus importants de l'ancien président Jean-Bertrand Aristide, et a aidé à financer sa campagne électorale. 
Lorsque le président Aristide fut renversé et contraint à l'exil après le coup d'État du 30 septembre 1991, Izméry fonda le KOMEVEB (Komité Mete pou Vérité Blayi), qui a tenté de découvrir et de connaître les événements entourant le coup d'État et de pourvoir au retour d'un gouvernement démocratique. 
En 1992, le frère Izméry, Georges, a été assassiné par un escadron de la mort para-militaire lié au nouveau régime. Antoine Izméry a par la suite déposé une plainte auprès de la Commission inter-américaine des droits de l'homme sur la mort de son frère. 
Le 11 septembre 1993, en pleine dictature du général Raoul Cédras, Antoine Izmery est enlevé par une dizaine d'hommes de main armés dans l'enceinte même de l'église du Sacré-Cœur où une messe était célébrée à la mémoire des victimes de l'incendie de l'église St Jean Bosco. L'office se tenait en mémoire du cinquième anniversaire du massacre commis lors de l'attaque contre Aristide, alors simple prêtre, le 11 septembre 1988 à l’église Saint Jean Bosco de La Saline, un bidonville situé dans la banlieue de la capitale.
Trainé dehors, Antoine Izméry fut exécuté en pleine rue devant l'église. 
En septembre 1995, Louis-Jodel Chamblain est accusé de ce meurtre. En fuite en République dominicaine, il sera condamné par contumace et condamné à la réclusion à perpétuité pour ce crime et aux travaux forcés.
Au début de 2004, Chamblain se rendit au nouveau régime, dont il était un partisan. Il fut rejugé. Dans un procès qui a duré une seule nuit, et fut acquitté. Un seul témoin a témoigné pour l'accusation et la conduite du procès. La Commission inter-américaine des droits de l'homme et Amnesty International ont condamné ce semblant de procès. Amnesty International affirma que les témoins principaux sont restés dans la clandestinité de peur pour leur vie. 
Antoine Izméry laissa dans le deuil trois enfants, deux filles et un garçon.